# Euchromia hainana
Euchromia hainana là một loài bướm đêm thuộc phân họ Arctiinae, họ Erebidae.